# Невентер
Невентер (VI век) — святой из Арморики. День памяти — 7 мая.
О его жизни известно очень мало. Согласно Альберту Великому, Невентер и Дерриен были двумя рыцарями, родом с Британских островов (нынешняя Великобритания), которые в VI веке возвращались из Святой Земли на лодке через Гибралтарский пролив, Нант, Ванны и, поднимаясь по реке, называемой тогда Дур Дун (Dour Doun; эта прибрежная река впоследствии приняла имя Элорна), между Ля Рош-Морис и Пон-Крист, увидели властителя Элорнского, который пребывал в отчаянии от жестоких действий дракона, который пожирал людей и зверей в стране, и собирался броситься в реку, потому что судьба назначила его двухлетнего сына Риока, чтобы стать следующей жертвой. Они его защитили.
Невентер и Дерриен пообещали властителю Элорнскому освободить землю от дракона, при условии, что он согласится отказаться от язычества и обратиться к Христовой вере и воспитать в ней сына Риока. Затем оба рыцаря отправились в логово дракона, приказав ему вернуть Риока в замок его отца, а затем отвезли дракона в Толенте, где приказали ему броситься в море, что дракон и сделал со стороны Понтусваля (Бриньогана).
Практиковавший в течение многих лет язычество властитель Элорна, по настоянию жены и сына Риока, принял христианство и построил церковь в лесу Баргуэт, которая заложила основу селения Плуневентер. Согласно преданию, лошадь Невентера пометила своим копытом камень в этом месте, и его до сих пор можно видеть возле пещеры Нотр-Дам-де-Лурд в этой общине.

## Почитание в современной Бретани
- Плуневентер: название этого прихода, а также коммуны происходит от сочетания plou («приход») и Невентер, после создания местного храма, посвящённого святому Невентеру[4].
- Плэнтель : коммуна в Кот-д’Армор, известная со Средних веков как Pleneveniter и всегда обозначаемая на бретонском как Pleneventer[5][6].

## Гверцсвятого Невентера
Гверц (традиционная песнь на бретонском языке), который всё ещё поют в Плуневентере.
 Voyant qu’il me fallait donner

 Mon fils à dévorer

 Si grand a été mon désespoir

 Que je me suis jeté dans la rivière